# Kloster Belleperche
Das Kloster Belleperche (Bella pertica) ist eine ehemalige Zisterzienserabtei in der Gemeinde Cordes-Tolosannes im Département Tarn-et-Garonne, Region Okzitanien, in Frankreich, rund 7 km südlich von Castelsarrasin und 20 km westlich von Montauban am Ufer der Garonne.

## Geschichte
Das Kloster wurde zwischen 1130 und 1140 von der Familie d’Argombat an einem Ort rund 10 km von seinem späteren Standort gestiftet und schloss sich 1143 als Tochter der Primarabtei Clairvaux dem Zisterzienserorden an. Darauf wurde es auf ein Allodialgut am Ufer der Garonne verlegt. Das Kloster besaß acht Grangien, darunter Angeville. Das Kloster betrieb Weinbau, Pferde- und Rinderzucht. Der erste Bau wurde schon um 1230 durch einen Neubau auf ausgedehnten Substruktionen am Flussufer ersetzt. Belleperche wurde zu einem der grüßten Klöster in Südfrankreich. In seiner Blütezeit zählte das Kloster 60 bis 80 Mönche. Mit dem Hundertjährigen Krieg begann sein Niedergang, den die 1454 eingeführte Kommende fortsetzte. 1563 wurde eine neue Abtsresidenz errichtet. Weiterer Schaden entstand in den Religionskriegen 1572. Von 1604 bis 1614 dauerte die Wiederherstellung des Klosters, das im 17. Jahrhundert nochmals erneuert wurde. Mit der Französischen Revolution kam 1791 das Ende des Klosters und in der Folge wurde es als Schloss, landwirtschaftliches Anwesen und Wohngebäude genutzt. Die nicht benötigten Gebäude wurden abgebrochen oder verfielen. 1982 ging die Anlage in die Obhut des Generalrats des Départements über, der 1993 mit der Restaurierung begann.

## Bauten und Anlage
Die heute abgebrochene, 1263 geweihte Kirche mit einem achteckigen, Saint-Sernin in Toulouse nachgebildeten  Glockenturm über der Vierung und mit aufwändigen polychromen Bodenfliesen war 75 m lang und 20 m breit. Die sechs Joche des Kapitelsaals wurden zwischen 1250 und 1255 gewölbt. Der rechteckige Kreuzgang maß rund 46 mal 38 m. Erhalten sind der ehemalige Mönchsflügel zum Fluss und eine Galerie des Kreuzgangs aus dem 18. Jahrhundert.